# Yves Joseph de Kerguelen-Trémarec
Yves Joseph Christophe de Kerguelen-Trémarec (Landudal, 13 febbraio 1734 – Parigi, 3 marzo 1797) è stato un navigatore francese.

## Giovinezza
Nasce a Landudal, nel dipartimento di Finistère. Durante la Guerra dei sette anni fece il corsaro, ma senza troppo successo.

## Rockall

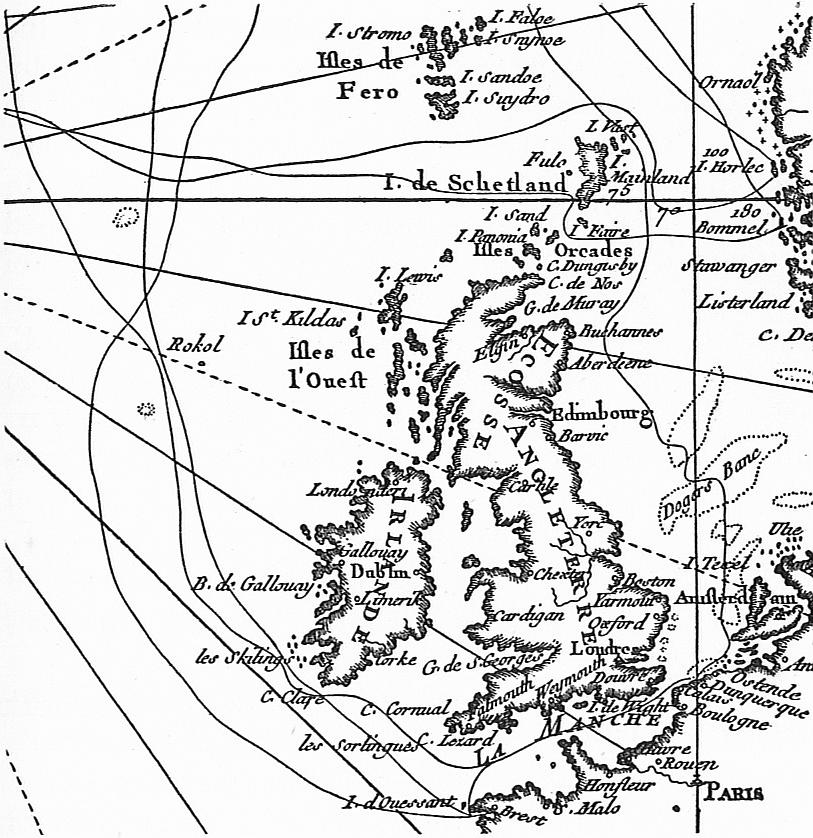
La zona di Rockall, mappa del 1771

Nel 1767 naviga nei pressi dell'isolotto di Rockall o Rokol. Anche se non sembra essere mai giunto davvero nei pressi dello scoglio, sembra avere ottime informazioni su di esso: lo individua sulla mappa solo 16 miglia a nord della sua reale posizione e ne descrive accuratamente l'aspetto, oltre a quello del vicino banco di Helen "A est di Rokol, distante un quarto di lega, c'è uno scoglio sommerso su cui si infrangono le acque." In seguito, nel 1771 pubblica una mappa della zona.

## La scoperta delle Isole Kerguelen
Nel 1772 salpa in direzione dell'Antartico, in cerca della leggendaria Terra Australis, finendo invece per scoprire le Isole Kerguelen prendendo possesso di vari territori in nome della Francia. Nel suo viaggio è accompagnato dal naturalista Jean-Guillaume Bruguière.
Nella sua relazione al Re Luigi XV sovrastima di molto il possibile valore delle isole Kerguelen; come conseguenza gli viene ordinata una seconda spedizione, di nuovo alla ricerca delle isole. Dopo la seconda spedizione diventa chiaro che le isole sono una terra desolata e praticamente inutilizzabile, e di sicuro non sono la Terra Australis. Al suo ritorno Trémarec viene incarcerato.
Durante la Rivoluzione francese viene visto come una vittima dell'Ancien Régime e quindi riabilitato. Muore nel 1797 con le cariche di contrammiraglio e comandante del porto di Brest.